# 電子機票

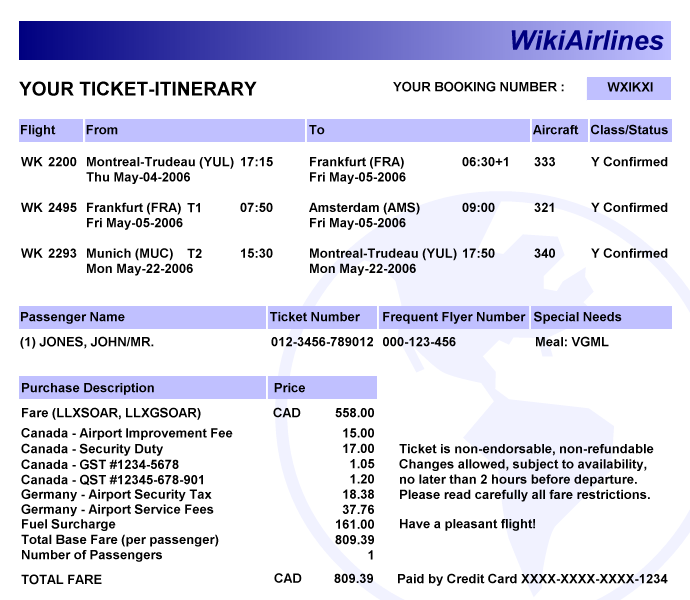
電子機票樣本

電子機票是一種機票形式，乘客在透過網站或電話訂購機票之後，訂位系統就會記下訂位紀錄，電子機票就是以電腦記录的方式存在。乘客通常會印出載有詳細航程以及訂位代號的收據。
大部分航空公司跟從國際航空運輸協會（IATA）的宣告，在2008年6月1日起停止發出紙本機票，改為發出電子機票。
目前也開始使用在鐵路及公路系統，譬如捷克的巴士訂位系統「AMSBUS」已開始使用電子票據。

## 登機手續
使用電子機票時，乘客需持著訂位收據或是訂位代碼到航空公司櫃檯辦理登機手續，航空公司確認之後，才會發給登機證。某些航空公司沒有硬性規定乘客提供訂位代碼，他們只單由乘客的身份來作確認。

## 電子預辦登機服務和自助辦理登機服務
擁有電子機票的乘客若不須托運行李的話，可不必到登機櫃台辦理登機手續，直接前往安全哨即可。不同的航空公司有不一樣的規定和選擇，譬如乘客可上航空公司的網站輸入機票代碼，自行印出登機證，一般都是在飛機起飛前的24小時內完成即可，不過這樣規定會依照航空公司而變動。若是搭乘沒有線上預辦登機服務的航空，乘客得到自助辦理登機專櫃辦理登機，或是前往一般登機櫃台辦理。
乘客若搭乘如西南航空這種不提供劃位的航空公司，通常還得先上機先選位。除了身份確認外，抵達當地機場時，有時得再次出示登機證以便通過安全檢查哨。
電子機票之所以流行的原因主要是因為他附帶了以下幾個服務：
- 線上/電話/自助預辦登機服務
- 提早辦理登機服務
- 於自助登機機器專櫃列印登機證或是機場外的服務點
- 使用電話或自助專櫃的自動退款和線上交易

目前有不少的網站可幫助擁有電子機票的乘客辦理線上預辦登機服務，這些網站會儲存乘客的班機資訊，一旦線上預辦登機服務的時間一到，便會幫乘客傳送資料給航空公司且將登機證回傳給乘客。

## 電子機票的缺點
某些航空公司的航班並沒使用電子機票，主要原因為軟體設備不足，如果某航空公司與另一航空共掛班號，且訂位系統沒有互通，營運的航空可能無法讀取受理訂位的航空的機票，所以受理訂位的航空必須提供傳統紙本的機票，以便办理登機手續。 同樣的，如果目的地機場沒有受理航空的駐點，紙本機票仍相當重要。
目前大多航空的訂位系統只能開立不超過16個航段的電子機票，超過的話（如環遊世界的機票）就以紙本方式發給。

## 電子機票的轉換
為簡化航空業的運作，國際航空運輸協會（IATA）已經全面改用電子機票，預計一年將會省下30億美元的開支。2004年，IATA委員會訂定2007年年底是所有航空轉換電子機票的最後期限，而在2007年6月，期限延伸至2008年5月31日。